# فيلانانت
بلدية فيلانانت (بالإسبانية: Vilanant) هي بلدية تقع في مقاطعة جرندة التابعة لمنطقة كتالونيا شمال شرق إسبانيا.

## الديموغرافيا
بلغ عدد سكان بلدية فيلانانت 373 نسمة عام 2011 (وفقاً للمعهد الوطني الإسباني للإحصاء).
| 271 | 297 | 285 | 336 | 328 | 356 | 373 |